# Lidia Kuchtówna
Lidia Teresa Kuchtówna, właśc. Kuchta (ur. 10 marca 1940 w Szlachtowszczyznie k. Szczuczyna Nowogrodzkiego, zm. 13 kwietnia 2023 w Warszawie) – polska historyczka teatru i teatrolożka.

## Życiorys
Lidia Kuchtówna urodziła się w rodzinie nauczycielki i technika budowlanego. W 1945 przeniosła się z rodzicami do Bydgoszczy. W 1962 obroniła napisaną pod kierunkiem Konrada Górskiego pracę Monografia „Marchołta” J. Kasprowicza i uzyskała tytuł magistra filologii polskiej na Uniwersytecie Mikołaja Kopernika w Toruniu. W 1970 doktoryzowała się w Instytucie Sztuki Polskiej Akademii Nauk na podstawie dysertacji Działalność inscenizatorska i reżyserska Wilama Horzycy w Teatrze Ziemi Pomorskiej w Toruniu (1945–1948) (promotor – Zbigniew Raszewski), a w 1980 habilitowała, przedstawiwszy dzieło Sztuka aktorska i działalność Ireny Solskiej na tle prądów artystycznych epoki. W 1993 otrzymała tytuł profesora nauk humanistycznych.
Wykładała na Uniwersytecie Mikołaja Kopernika w Toruniu (1962–1963), Uniwersytecie im. Adama Mickiewicza w Poznaniu jako lektorka języka polskiego dla obcokrajowców (1965). Od 1965 zawodowo związana z Instytutem Sztuki Polskiej Akademii Nauk jako, kolejno: stypendystka-doktorantka (1965–1969), adiunktka (1973–1981), docentka (1981–1993), profesorka nadzwyczajna (1993–1995) oraz zwyczajna (od 1995). Kierowała Zakładem Historii i Teorii Teatru (1981–1992 albo 1981–1999) oraz Pracownią Historii Teatru (od 2001). Od 1981 była członkinią Rady Naukowej Instytutu Sztuki PAN. Redaktorka „Sceny” w latach 1974–1978. W latach 1969–1973 pracowała jako starsza inspektorka w Wydziale Teatrów Dramatycznych Ministerstwa Kultury i Sztuki.
Członkini Komitetu Nauk o Sztuce PAN w latach 1990–2003, w tym sekretarz naukowa od 1990 do 1999 oraz członkini Sekcji Nauk o Sztuce w Komitetu Badań Naukowych (2002–2003).
Jej zainteresowania naukowe obejmowały: XX-wieczną historię teatru polskiego i europejskiego (w szczególności Teatru im. Wilama Horzycy w Toruniu); problematykę inscenizacji, aktorstwa i scenografii; biografie artystów (m.in. Barbary Krafftówny, Wilama Horzycy, Ireny Solskiej i Karola Frycza); edytorstwo pism teatralnych. Współpracowniczka Polskiego Słownika Biograficznego, Wielkiej Encyklopedii Powszechnej PWN, Encyklopedii Warszawy, Słownika biograficznego teatru polskiego.
Pierwsze recenzje teatralne publikowała, mając 19 lat, w Żołnierzu Polski Ludowej, a następnie w Pomorzu. W kolejnych latach jej recenzje ukazywały się w Teatrze, Życiu Literackim, Dialogu i Sceny.
W 2005 została laureatką nagrody Teatralna Książka Roku 2004. W 2014 „za wybitne zasługi w pracy naukowo-dydaktycznej w dziedzinie historii sztuki, za popularyzowanie dziedzictwa kulturowego” otrzymała Krzyż Kawalerski Orderu Odrodzenia Polski.
Pochowana na Cmentarzu Komunalnym Północnym w Warszawie.

## Wybrane publikacje
- Wielkie dni małej sceny. Wilam Horzyca w TZP w Toruniu 1945–1948, Wrocław 1972.
- Barbara Krafftówna, Warszawa 1975.
- Irena Solska, Warszawa 1980.
- Wilam Horzyca 1889–1959. Kronika życia i działalności, „Pamiętnik Teatralny” 1989, nr 2/4, nadb.
- Karol Frycz, Warszawa 2004.